# Benesat
Benesat (in ungherese Benedekfalva) è un comune della Romania di 1 626 abitanti, ubicato nel distretto di Sălaj, nella regione storica della Transilvania. 
Il comune è formato dall'unione di 3 villaggi: Aluniș, Benesat, Biușa.